# چونگنش
چوگروستا در ایران است کستان اجارود غربی، بخش مرکزی شهرستان گرمی در استان اردبیل واقع شده‌است. چونگنش ۱۴۸ نفر جمعیت دارد.